# Berhoum
Berhoum là một đô thị thuộc tỉnh Msila, Algérie. Dân số thời điểm năm 2002 là 17.838 người.